# Frei Schnauze (RTL)
Frei Schnauze bzw. Frei Schnauze XXL ist eine deutsche Improvisations-Comedy-Show, die von 2005 bis 2008 ausgestrahlt wurde und seit Juli 2022 als Neuauflage von dem Fernsehsender RTL ausgestrahlt wird.

## Konzept und Inhalt
Vier Komiker bekommen vom Spielleiter Aufgaben gestellt und müssen ihr Improvisationstalent unter Beweis stellen. Es gibt kein Drehbuch und die Komiker wissen nicht, welche Aufgaben sie erwarten.
Zu den wiederkehrenden Spielen gehören unter anderem das Frage-Spiel, bei dem sich die Komiker ausschließlich in Frageform unterhalten dürfen und das A-bis-Z-Spiel, in dessen Verlauf zwei der Komiker einen Dialog führen müssen, wobei die einzelnen Sätze beginnend mit A jeweils mit dem nächsten Buchstaben im Alphabet beginnen müssen. Besondere Schwierigkeiten bereiten dabei die Buchstaben X und Y, wobei dann die Sätze häufig mit Namen (z. B. Xanthippe), englischen (yes) oder falsch „geschriebenen“ deutschen Wörtern (ya) beginnen. Oftmals wird auch eine Art Herzblatt gespielt, bei dem drei der Komiker eine Rolle zugewiesen bekommen und der Vierte (durch die vielen männlichen Komiker meist eine Frau) letztendlich zu erraten hat, wer oder was die „Kandidaten“ sind. Relativ häufig wird auch ein Lied improvisiert, welches von Helmut Zerlett auf dem Keyboard begleitet wird.
Anregungen für die Themen der Spiele (zum Beispiel das Thema des Dialogs beim A-bis-Z-Spiel) holt sich der Spielleiter im Publikum.

## Ausstrahlung
Die erste Folge am 7. Januar 2005 erzielte einen Marktanteil von 12,2 Prozent bei 3,34 Millionen Zuschauern. Seit September 2006 wurde Frei Schnauze in einer XXL-Variante eine ganze Stunde statt wie zuvor nur 30 Minuten lang samstags ausgestrahlt. Produziert wurde die Impro-Comedy von der Hurricane Fernsehproduktion GmbH in den MMC Studios in Hürth-Kalscheuren.
Im März 2022 wurde bekannt, dass RTL eine neue Staffel der Show mit Max Giermann als Spielleiter produzieren lässt. Diese wurde im Sommer 2022 ausgestrahlt. Die Aufzeichnungen der neuen Folgen fanden ab April 2022 statt.

## Besetzung
Anfangs gab Mike Krüger den Spielleiter. Die zweite Staffel, die ab Ende Januar 2006 ausgestrahlt wurde, moderierte Dirk Bach. Daneben waren Barbara Schöneberger und Mirco Nontschew in der ersten Staffel meist Bestandteile des Ensembles, das durch zwei weitere Komiker ergänzt wurde. Dieses Konzept wurde in der zweiten Staffel geändert, sodass es keine „Stammbesetzung“ mehr gab.

### Wiederkehrende Besetzung
- Tetje Mierendorf
- Oliver Welke
- Bürger Lars Dietrich
- Hennes Bender
- Paul Panzer
- Max Giermann
- Mirco Nontschew (1. Staffel & Anfang der 2. Staffel)
- Barbara Schöneberger
- Mirja Boes
- Carolin Kebekus
- Johanna Klum
- Helmut Zerlett (musikalische Begleitung)

### Gäste
(Unvollständige Liste)
- Ingo Appelt
- Mario Barth
- Ben
- Elmar Brandt
- Guido Cantz
- Fatih Çevikkollu
- Cindy aus Marzahn
- Elton
- Martina Hill
- Bernhard Hoëcker
- Rüdiger Hoffmann
- Guildo Horn
- Oliver Kalkofe
- Gülcan Kamps
- Herbert Knebel
- Janine Kunze
- Joachim Llambi
- Ingo Naujoks
- Peter Neururer
- Désirée Nick
- Dieter Nuhr
- Hans-Werner Olm
- Oliver Pocher
- Claude-Oliver Rudolph
- Martin Schneider
- Susan Sideropoulos

## Auszeichnungen
- 2007 – Deutscher Comedypreis als Beste Comedy-Show

## Hintergrund
Das Vorbild der Sendung ist die britische Show Whose Line Is It Anyway?, die auch bereits erfolgreich für das amerikanische Fernsehen adaptiert wurde.